# Världscupen i backhoppning 1998/1999
Världscupen i backhoppning 1998/1999 hoppades 29 november 1998-21 mars 1999 och vanns av Martin Schmitt, Tyskland före Janne Ahonen, Finland och Noriaki Kasai, Japan.

## Deltävlingar
| Datum            | Plats                  | Etta                                                                     | Tvåa                                                                                | Trea                                                                       |
| ---------------- | ---------------------- | ------------------------------------------------------------------------ | ----------------------------------------------------------------------------------- | -------------------------------------------------------------------------- |
| 28 november 1998 | Lillehammer            | Martin Schmitt                                                           | Sven Hannawald                                                                      | Janne Ahonen                                                               |
| 29 november 1998 | Lillehammer            | Martin Schmitt                                                           | Janne Ahonen                                                                        | Kazuyoshi Funaki                                                           |
| 5 december 1998  | Chamonix               | Martin Schmitt                                                           | Janne Ahonen                                                                        | Kazuyoshi Funaki                                                           |
| 6 december 1998  | Chamonix               | Janne Ahonen                                                             | Kazuyoshi Funaki                                                                    | Martin Schmitt                                                             |
| 8 december 1998  | Predazzo               | Martin Schmitt                                                           | Kazuyoshi Funaki                                                                    | Noriaki Kasai                                                              |
| 12 december 1998 | Oberhof                | Andreas Widhölzl                                                         | Martin Schmitt                                                                      | Sven Hannawald                                                             |
| 19 december 1998 | Harrachov              | Janne Ahonen                                                             | Ronny Hornschuh                                                                     | Kazuyoshi Funaki                                                           |
| 20 december 1998 | Harrachov              | Janne Ahonen                                                             | Noriaki Kasai                                                                       | Andreas Widhölzl                                                           |
| 30 december 1998 | Oberstdorf             | Martin Schmitt                                                           | Andreas Goldberger                                                                  | Noriaki Kasai                                                              |
| 1 januari 1999   | Garmisch-Partenkirchen | Martin Schmitt                                                           | Janne Ahonen                                                                        | Noriaki Kasai                                                              |
| 3 januari 1999   | Innsbruck              | Noriaki Kasai                                                            | Janne Ahonen                                                                        | Hideharu Miyahira                                                          |
| 6 januari 1999   | Bischofshofen          | Andreas Widhölzl                                                         | Janne Ahonen                                                                        | Hideharu Miyahira                                                          |
| 9 januari 1999   | Engelberg              | Janne Ahonen                                                             | Kazuyoshi Funaki                                                                    | Noriaki Kasai Martin Schmitt                                               |
| 10 januari 1999  | Engelberg              | Kazuyoshi Funaki                                                         | Andreas Widhölzl                                                                    | Noriaki Kasai                                                              |
| 16 januari 1999  | Zakopane               | Stefan Horngacher                                                        | Janne Ahonen                                                                        | Tommy Ingebrigtsen                                                         |
| 17 januari 1999  | Zakopane               | Janne Ahonen                                                             | Kazuyoshi Funaki                                                                    | Stefan Horngacher                                                          |
| 23 januari 1999  | Sapporo                | Martin Schmitt                                                           | Hideharu Miyahira                                                                   | Dieter Thoma                                                               |
| 24 januari 1999  | Sapporo                | Kazuyoshi Funaki                                                         | Martin Schmitt                                                                      | Hideharu Miyahira                                                          |
| 29 januari 1999  | Willingen              | Noriaki Kasai                                                            | Martin Schmitt                                                                      | Kazuyoshi Funaki                                                           |
| 30 januari 1999  | Willingen              | - Kazuya Yoshioka - Hideharu Miyahira - Noriaki Kasai - Kazuyoshi Funaki | - Reinhard Schwarzenberger - Wolfgang Loitzl - Stefan Horngacher - Andreas Widhölzl | Tyskland - Sven Hannawald - Hansjörg Jäkle - Dieter Thoma - Martin Schmitt |
| 31 januari 1999  | Willingen              | Noriaki Kasai                                                            | Andreas Widhölzl                                                                    | Kazuyoshi Funaki                                                           |
| 7 februari 1999  | Harrachov              | Janne Ahonen                                                             | Lasse Ottesen                                                                       | Jakub Sucháček                                                             |
| 4 mars 1999      | Kuopio                 | Martin Schmitt                                                           | Kazuyoshi Funaki                                                                    | Noriaki Kasai                                                              |
| 6 mars 1999      | Lahtis                 | Kazuyoshi Funaki                                                         | Reinhard Schwarzenberger                                                            | Sven Hannawald                                                             |
| 9 mars 1999      | Trondheim              | Noriaki Kasai                                                            | Stefan Horngacher                                                                   | Masahiko Harada                                                            |
| 11 mars 1999     | Falun                  | Martin Schmitt                                                           | Hideharu Miyahira                                                                   | Masahiko Harada                                                            |
| 14 mars 1999     | Oslo                   | Noriaki Kasai                                                            | Martin Schmitt                                                                      | Kazuyoshi Funaki                                                           |
| 19 mars 1999     | Planica                | Martin Schmitt                                                           | Kazuyoshi Funaki                                                                    | Christof Duffner                                                           |
| 20 mars 1999     | Planica                | Hideharu Miyahira                                                        | Martin Schmitt                                                                      | Noriaki Kasai                                                              |
| 21 mars 1999     | Planica                | Noriaki Kasai                                                            | Hideharu Miyahira                                                                   | Martin Schmitt                                                             |

## Slutställning (30 bästa)
| Placering | Namn              | Nationalitet | Poäng |
| --------- | ----------------- | ------------ | ----- |
| 1         | Martin Schmitt    | Tyskland     | 1753  |
| 2         | Janne Ahonen      | Finland      | 1695  |
| 3         | Noriaki Kasai     | Japan        | 1603  |
| 4         | Kazuyoshi Funaki  | Japan        | 1589  |
| 5         | Hideharu Miyahira | Japan        | 934   |
| 6         | Sven Hannawald    | Tyskland     | 896   |
| 7         | Andreas Widhölzl  | Österrike    | 833   |
| 8         | Stefan Horngacher | Österrike    | 813   |
| 9         | Masahiko Harada   | Japan        | 720   |
| 10        | Dieter Thoma      | Tyskland     | 555   |

| Placering | Namn                     | Nationalitet | Poäng |
| --------- | ------------------------ | ------------ | ----- |
| 11        | Tommy Ingebrigtsen       | Norge        | 512   |
| 12        | Wolfgang Loitzl          | Österrike    | 505   |
| 13        | Kazuya Yoshioka          | Japan        | 497   |
| 14        | Nicolas Dessum           | Frankrike    | 454   |
| 15        | Reinhard Schwarzenberger | Österrike    | 444   |
| 16        | Morten Ågheim            | Norge        | 424   |
| 17        | Andreas Goldberger       | Österrike    | 400   |
| 18        | Martin Höllwarth         | Tyskland     | 385   |
| 18        | Jakub Sucháček           | Tjeckien     | 385   |
| 20        | Lasse Ottesen            | Norge        | 362   |

| Placering | Namn             | Nationalitet | Poäng |
| --------- | ---------------- | ------------ | ----- |
| 21        | Christof Duffner | Tyskland     | 359   |
| 22        | Kristian Brenden | Norge        | 344   |
| 23        | Hiroya Saitō     | Japan        | 264   |
| 24        | Hansjörg Jäkle   | Tyskland     | 223   |
| 25        | Peter Žonta      | Slovenien    | 212   |
| 26        | Ronny Hornschuh  | Tyskland     | 195   |
| 27        | Primož Peterka   | Slovenien    | 192   |
| 28        | Ville Kantee     | Finland      | 183   |
| 29        | Roar Ljøkelsøy   | Norge        | 173   |
| 30        | Roberto Cecon    | Italien      | 169   |

## Skidflygningscupen - slutställning (15 bästa)
| Pos. | Namn                           | Poäng |
| ---- | ------------------------------ | ----- |
| 1.   | Martin Schmitt (GER)           | 240   |
| 2.   | Noriaki Kasai (JPN)            | 210   |
| 3.   | Hideharu Miyahira (JPN)        | 180   |
| 4.   | Kazuyoshi Funaki (JPN)         | 166   |
| 5.   | Christof Duffner (GER)         | 116   |
| 6.   | Janne Ahonen (FIN)             | 106   |
| 7.   | Kristian Brenden (NOR)         | 99    |
| 8.   | Masahiko Harada (JPN)          | 93    |
| 9.   | Sven Hannawald (GER)           | 90    |
| 10.  | Olav Magne Dønnem (NOR)        | 72    |
| 11.  | Nicolas Dessum (FRA)           | 59    |
| 11.  | Kazuya Yoshioka (JPN)          | 59    |
| 13.  | Reinhard Schwarzenberger (AUT) | 57    |
| 14.  | Stefan Horngacher (AUT)        | 50    |
| 14.  | Wolfgang Loitzl (AUT)          | 50    |
| 14.  | Kazuhiro Nakamura (JPN)        | 50    |

## Nationscupen - slutställning
| Pos. | Nation    | Poäng |
| ---- | --------- | ----- |
| 1.   | Japan     | 6201  |
| 2.   | Tyskland  | 4394  |
| 3.   | Österrike | 3586  |
| 4.   | Norge     | 2494  |
| 5.   | Finland   | 2457  |
| 6.   | Slovenien | 598   |
| 7.   | Tjeckien  | 547   |
| 8.   | Frankrike | 500   |
| 9.   | Schweiz   | 291   |
| 9.   | Italien   | 199   |
| 11.  | Polen     | 174   |
| 12.  | Ryssland  | 94    |
| 13.  | Sverige   | 61    |
| 14.  | USA       | 21    |
| 15.  | Kazakstan | 9     |
| 15.  | Slovakien | 9     |
| 17.  | Sydkorea  | 1     |